# Pierwszy rząd Silvia Berlusconiego

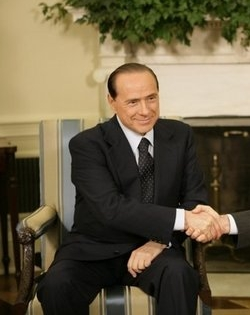
Silvio Berlusconi

Pierwszy rząd Silvia Berlusconiego – rząd Republiki Włoskiej funkcjonujący od 10 maja 1994 do 17 stycznia 1995.
Gabinet został ukonstytuowany po przedterminowych wyborach do Izby Deputowanych i Senatu XII kadencji, przeprowadzonych po rozwiązaniu na skutek afer korupcyjnych Chrześcijańskiej Demokracji i upadku m.in. Włoskiej Partii Socjalistycznej, a wygranych przez centroprawicową koalicję Silvia Berlusconiego.
W skład rządu (poza premierem) weszło 19 ministrów resortowych (dwóch w randze wicepremiera) i 6 ministrów bez teki.
Najwięcej ministrów rekomendowały takie partie, jak Forza Italia (FI), Sojusz Narodowy (AN) i Liga Północna (LN). Swoich przedstawicieli do rządu wprowadziły też Centrum Chrześcijańsko-Demokratyczne (CCD), wywodząca się z rozwiązanej Włoskiej Partii Liberalnej Unia na rzecz Centrum (UdC) i Liberalni Demokraci (FLD).
Rząd ten funkcjonował zaledwie przez osiem miesięcy, kiedy to Liga Północna opuściła koalicję, co doprowadziło do dymisji urzędującego premiera i powołania pierwszego w powojennej historii Włoch gabinetu technicznego.

## Skład rządu
| funkcja                                                        | minister             | partia      | okres urzędowania | okres urzędowania |
| funkcja                                                        | minister             | partia      | od                | do                |
| -------------------------------------------------------------- | -------------------- | ----------- | ----------------- | ----------------- |
| premier                                                        | Silvio Berlusconi    | FI          | 10 maja 1994      | 17 stycznia 1995  |
| wicepremier, minister spraw wewnętrznych                       | Roberto Maroni       | LN          | 10 maja 1994      | 17 stycznia 1995  |
| wicepremier, minister poczty i łączności                       | Giuseppe Tatarella   | AN          | 10 maja 1994      | 17 stycznia 1995  |
| minister spraw zagranicznych                                   | Antonio Martino      | FI          | 10 maja 1994      | 17 stycznia 1995  |
| minister skarbu                                                | Lamberto Dini        | bezpartyjny | 10 maja 1994      | 17 stycznia 1995  |
| minister budżetu                                               | Giancarlo Pagliarini | LN          | 10 maja 1994      | 17 stycznia 1995  |
| minister finansów                                              | Giulio Tremonti      | FLD         | 10 maja 1994      | 17 stycznia 1995  |
| minister obrony                                                | Cesare Previti       | FI          | 10 maja 1994      | 17 stycznia 1995  |
| minister sprawiedliwości                                       | Alfredo Biondi       | UdC         | 10 maja 1994      | 17 stycznia 1995  |
| minister przemysłu i handlu                                    | Vito Gnutti          | LN          | 10 maja 1994      | 17 stycznia 1995  |
| minister zasobów rolnych, żywnościowych i leśnych              | Adriana Poli Bortone | AN          | 10 maja 1994      | 17 stycznia 1995  |
| minister edukacji                                              | Francesco D’Onofrio  | CCD         | 10 maja 1994      | 17 stycznia 1995  |
| minister szkolnictwa wyższego i nauki                          | Stefano Podestà      | FI          | 10 maja 1994      | 17 stycznia 1995  |
| minister zdrowia                                               | Raffaele Costa       | UdC         | 10 maja 1994      | 17 stycznia 1995  |
| minister pracy i ochrony socjalnej                             | Clemente Mastella    | CCD         | 10 maja 1994      | 17 stycznia 1995  |
| minister robót publicznych                                     | Roberto Maria Radice | FI          | 10 maja 1994      | 17 stycznia 1995  |
| minister transportu                                            | Publio Fiori         | AN          | 10 maja 1994      | 17 stycznia 1995  |
| minister środowiska                                            | Altero Matteoli      | AN          | 10 maja 1994      | 17 stycznia 1995  |
| minister kultury                                               | Domenico Fisichella  | AN          | 10 maja 1994      | 17 stycznia 1995  |
| minister handlu zagranicznego                                  | Giorgio Bernini      | FI          | 10 maja 1994      | 17 stycznia 1995  |
| minister ds. stosunków europejskich                            | Domenico Comino      | LN          | 10 maja 1994      | 17 stycznia 1995  |
| minister ds. reform instytucjonalnych                          | Francesco Speroni    | LN          | 10 maja 1994      | 17 stycznia 1995  |
| minister ds. kontaktów z parlamentem                           | Giuliano Ferrara     | bezpartyjny | 10 maja 1994      | 17 stycznia 1995  |
| minister ds. administracji publicznej i stosunków regionalnych | Giuliano Urbani      | FI          | 10 maja 1994      | 17 stycznia 1995  |
| minister ds. rodziny i solidarności społecznej                 | Antonio Guidi        | FI          | 10 maja 1994      | 17 stycznia 1995  |
| minister ds. Włochów poza granicami kraju                      | Sergio Berlinguer    | bezpartyjny | 10 maja 1994      | 17 stycznia 1995  |